# Jernej Damjan
Jernej Damjan (Lubiana, 28 maggio 1983) è un saltatore con gli sci sloveno.

## Biografia
In Coppa del Mondo ha esordito il 10 gennaio 2004 a Liberec (43°), ha ottenuto il primo podio il 12 febbraio 2005 a Pragelato (2°) e la prima vittoria il 18 gennaio 2014 a Zakopane.
In carriera ha preso parte a quattro edizioni dei Giochi olimpici invernali, Torino 2006 (35° nel trampolino normale, 28° nel trampolino lungo, 10° nella gara a squadre), Vancouver 2010 (38° nel trampolino normale, 33° nel trampolino lungo), Soči 2014 (9º nel trampolino normale, 17º nel trampolino lungo, 5º nella gara a squadre) e Pyeongchang 2018 (28º nel trampolino normale, 16º nel trampolino lungo, 5º nella gara a squadre), a sette dei Campionati mondiali, vincendo due medaglie, e a sei dei Mondiali di volo, vincendo due medaglie.

## Palmarès

### Mondiali
- 2 medaglie:
  - 2 bronzi (gara a squadre dal trampolino normale a Oberstdorf 2005; gara a squadre dal trampolino lungo a Oslo 2011)

### Mondiali di volo
- 2 medaglie:
  - 1 argento (gara a squadre a Oberstdorf 2018)
  - 1 bronzo (gara a squadre a Vikersund 2012)

### Coppa del Mondo
- Miglior piazzamento in classifica generale: 13º nel 2014
- 17 podi (8 individuali, 9 a squadre):
  - 4 vittorie (2 individuali, 2 a squadre)
  - 3 secondi posti (2 individuali, 1 a squadre)
  - 10 terzi posti (4 individuali, 6 a squadre)

#### Coppa del Mondo - vittorie
| Data             | Località  | Nazione   | Trampolino                                                           |
| ---------------- | --------- | --------- | -------------------------------------------------------------------- |
| 18 gennaio 2014  | Zakopane  | Polonia   | Wielka Krokiew HS134 (con Jurij Tepeš, Robert Kranjec e Peter Prevc) |
| 26 gennaio 2014  | Sapporo   | Giappone  | Ōkurayama HS134                                                      |
| 31 gennaio 2015  | Willingen | Germania  | Mühlenkopf HS145 (con Jurij Tepeš, Nejc Dežman e Peter Prevc)        |
| 26 novembre 2017 | Kuusamo   | Finlandia | Rukatunturi HS142                                                    |

#### Summer Grand Prix
- Vincitore della classifica generale nel 2014